# Ощадна книжка

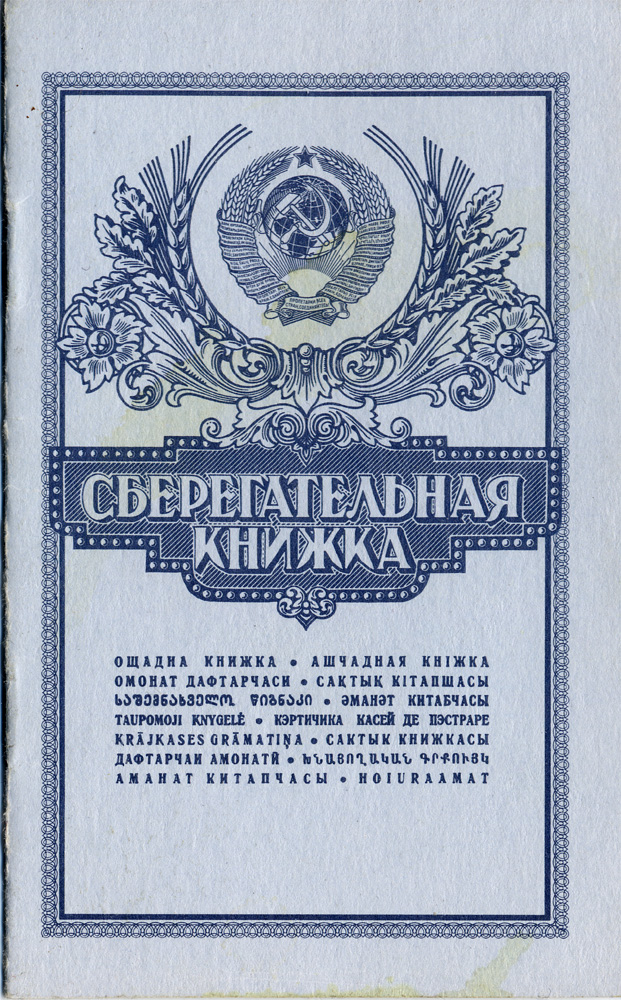
Ощадна книжка Ощадбанку СРСР

Книжка ощадна — документ суворого обліку, цінний папір, що засвідчує укладення договору банківського вкладу з громадянином і внесення грошових коштів на його рахунок за вкладом. В ощадній книжці мають бути зазначені і засвідчені банком найменування і місце знаходження банку, а якщо вклад внесено до філії, також його відповідної філії, номер рахунку по вкладу, а також всі суми грошових коштів, зарахованих на рахунок, усі суми грошових коштів, списаних з рахунку, і залишок грошових коштів на рахунку на момент пред'явлення ощадної книжки у банк.